# Mohanad Ali
Mohanad Ali Kadhim Al-Shammari (arab. مهند علي كاظم الشمري; ur. 20 czerwca 2000 w Bagdadzie) – iracki piłkarz grający na pozycji napastnika. Jest wychowankiem klubu Al-Shorta Bagdad.

## Kariera piłkarska
Swoją karierę piłkarską Ali rozpoczął w klubie Al-Shorta Bagdad, w którym w 2015 roku zadebiutował w pierwszej lidze irackiej. W sezonie 2016/2017 był z niego wypożyczony do Al-Kahraba FC.

## Kariera reprezentacyjna
W reprezentacji Iraku Ali zadebiutował 27 grudnia 2017 w przegranym 0:1 towarzyskim meczu ze Zjednoczonymi Emiratami Arabskimi. W 2019 roku został powołany do kadry na Puchar Azji.